# 圣马丁德博尼切斯
圣马丁德博尼切斯（西班牙語：San Martín de Boniches）是西班牙卡斯蒂利亚-拉曼恰昆卡省的一个市镇。总面积70平方公里，总人口86人（2001年），人口密度1人/平方公里。